# Marian Lupu
Marian Lupu é um político moldavo que foi Presidente do Parlamento da Moldávia entre 2010 e 2013. Nesta posição, ele serviu como Presidente Interino da República de 2010 até 2012.

## Biografia
Marian Lupu nasceu dia 20 de junho de 1966 (idade 56 anos) em Bălţi, Moldávia. Sua mãe ensinava francês na Nicolae Testemiţanu State University of Medicine and Pharmacy  e, seu pai, Ilie Lupu, era um professor universitário. Até 1983, Lupu estudou na Escola Secundária "Gheorghe Asachi" de Quixinau. Ele estudou Economia na Moldova State University (até 1987) e no Plekhanov Moscow Institute of the National Economy (1987–1991) em Moscovo, onde obteve seu PhD em Economia. Lupu também frequentou estágios no Instituto do Fundo Monetário Internacional em Washington, D.C. (1994) e na Organização Mundial do Comércio em Genebra (1996). Além de falar seu nativo moldavo (romeno), Lupu fala inglês, francês e russo. Este casou-se em 1992 e tem dois filhos, Alexandra e Cristian.

## Vida política
Marian Lupu foi membro do Komsomol de 1980 a 1988 e membro do Partido Comunista da União Soviética de 1988 a 1991.Em apenas um mês e meio, conseguiu que o Partido Democrata moldavo subisse de um magro resultado de 2,97% em Abril para a porcentagem de 12,6%: quatro vezes mais. Havia aderido ao Partido Comunista em 2004. No ano seguinte foi eleito presidente do Parlamento. Assistiu à repressão dos motins de Abril do lado comunista e tomou a decisão de abandonar as fileiras partidárias dois meses depois, após ser convidado para as funções de chefe do Governo. Aderiu um dia depois ao Partido Democrata e, a meio de Julho, foi nomeado secretário-geral.